# Bài Ca Núi Narayama (phim 1983)
Bài Ca Núi Narayama (楢山節考 Narayama bushikō) tiếng Anh: The Ballad of Narayama là một bộ phim Nhật Bản năm 1983 đạo diễn bởi Shōhei Imamura. Phim có sự tham gia của Sumiko Sakamoto trong vai Orin, Ken Ogata và Shoichi Ozawa, được chuyển thể từ cuốn sách Narayama bushikō của Shichirō Fukazawa đồng thời lấy cảm hứng từ bộ phim năm 1958 của đạo diễn Keisuke Kinoshita. Bộ phim đã giành giải Cành cọ vàng tại Liên hoan phim Cannes năm 1983.
Tác phẩm lấy bối cảnh tại một ngôi nhà nhỏ ở Nhật Bản vào thế kỷ 19, nội dung phim xoay quanh Orin, một bà lão đã 69 tuổi. Theo tập tục của vùng quê, mỗi khi đã bước đến tuổi 70 thì mỗi người đều phải đến vùng núi xa xôi, không được cung cấp lương thực và dần dần chết trong đói rét. Tuy nhiên, trước khi lên đường thì bà vẫn rất lo lắng cho người con trai Tatsuhei vì anh chưa có gia đình. Trước đó, một người hàng xóm của bà chống đối nên đã bị kéo lên núi, và chịu đau khổ những tháng ngày cuối cùng của cuộc đời. Thế nên bà Orin đã dùng một năm để thu xếp mọi công việc của gia đình và làng xã, giúp đỡ con trai. Ngoài việc miêu tả một tập trung cổ xưa, phim còn xen kẽ các tình tiết mô tả ngắn gọn về thiên nhiên vai chim chóc, rắn rết và các loài động vật khác. Phim được đánh giá cao vì đã lột tả chân thực cuộc sống đói khổ, ham muốn trần tục, tình thương của người mẹ trong bối cảnh con người lạnh lùng với nhau.

## Nội dung
Không gian phim được tái dựng trên nền ca kịch truyền thống kabuki của Nhật với chủ đề là cuộc sống quá đỗi khó khăn ở một làng miền núi Nhật. Đói kém quanh năm. Ở đó, dân làng tuân theo một tục lệ truyền đời: đem những người trên 70 sang phía bên kia sườn núi và bỏ mặc họ đến chết. Người mẹ già Orin cả đời vất vả, biết rằng mình sống thọ lắm rồi và không muốn thành gánh nặng cho con nên đã đến lúc phải lên núi Narayama. Thế nhưng bà không hề bận tâm về điều đó, mà chỉ canh cánh chuyện tục huyền cho con trai cả Tatsuhei. Bà còn tìm một cô gái để giúp con trai thứ được trải nghiệm thú hoan lạc nam nữ. Thu xếp việc nhà xong, bà đập nát hàm răng còn tốt của mình vào đá để thuyết phục người con trai là bà giờ chẳng còn ích lợi gì cho con cháu. Dù rất thương mẹ mình và hoàn toàn không muốn, nhưng là vì “truyền thống”, Tatsuhei đành cõng mẹ lên núi. Trên đường đi Tatsuhei rất đau lòng nhưng Orin lặng lẽ chấp nhận số phận. Trong khi đó, một người hàng xóm của bà lại quyết liệt chống lại số mệnh của mình...

## Sản xuất
Bài Ca Núi Narayama được quay tại tỉnh Niigata và Nagano, Nhật Bản.

## Phân vai
- Ken Ogata vai Tatsuhei
- Sumiko Sakamoto vai Orin
- Tonpei Hidari vai Risuke
- Aki Takejo vai Tamayan
- Shoichi Ozawa vai Katsuzō
- Fujio Tokita vai Jinsaku
- Sanshō Shinsui vai Zeniya no Matayan
- Seiji Kurasaki vai Kesakichi
- Junko Takada vai Matsuyan
- Mitsuko Baisho vai Oei
- Taiji Tonoyama vai Teruyan
- Casey Takamine vai Arayashiki
- Nenji Kobayashi vai Tsune
- Nijiko Kiyokawa vai Okane
- Akio Yokoyama vai Amaya

## Giải thưởng
| Năm  | Giải thưởng                       | Hạng mục                                      | Kết quả   |
| ---- | --------------------------------- | --------------------------------------------- | --------- |
| 1983 | Liên hoan phim Cannes.            | Cành cọ vàng                                  | Đoạt giải |
| 1983 | Giải thưởng điện ảnh Hochi        | Nữ diễn viên phụ xuất sắc nhất                | Đoạt giải |
| 1983 | Giải thưởng điện ảnh Hochi        | Mainichi Film Concours                        | Đoạt giải |
| 1983 | Giải thưởng điện ảnh Hochi        | Nam diễn viên chính xuất sắc nhất - Ken Ogata | Đoạt giải |
| 1983 | Giải thưởng điện ảnh Hochi        | Hòa Âm Hay Nhất - Kenichi Benitani            | Đoạt giải |
| 1984 | Giải thưởng Blue Ribbon           | Nam diễn viên chính xuất sắc nhất - Ken Ogata | Đoạt giải |
| 1984 | Giải thưởng Viện Hàn Lâm Nhật Bản | Nam diễn viên chính xuất sắc nhất - Ken Ogata | Đoạt giải |
| 1984 | Giải thưởng Viện Hàn Lâm Nhật Bản | Phim hay nhất                                 | Đoạt giải |
| 1984 | Giải thưởng Viện Hàn Lâm Nhật Bản | Hòa Âm Hay Nhất - Kenichi Benitani            | Đoạt giải |

## Sách
- Canby, Vincent (ngày 9 tháng 4 năm 1984). "The Ballad of Narayama (1983) (Movie review)". The New York Times. Truy cập ngày 29 tháng 11 năm 2007.
- Hung, Lee Wood (2007). "Japanese Adaptation to Nature and Imamura's Ballad of Narayama – Based on the Difference between Imamura's Film and Fukasawa's Original Novel" (PDF). Studies in Comparative Culture (bằng tiếng Nhật và Anh). số 75. tr. 55–61. Bản gốc (PDF) lưu trữ ngày 11 tháng 5 năm 2011. Truy cập ngày 29 tháng 11 năm 2007.
- Hung, Lee Wood (tháng 5 năm 2003). "Natural Culturalism in The Ballad of Narayama: A Study of Shohei Imamura's Thematic Concerns" (PDF). Asian Cinema. Quyển 14 số 1. Pennsylvania: Asian Cinema Studies Society. tr. 146–166. doi:10.1386/ac.14.1.146_1. Bản gốc (PDF) lưu trữ ngày 11 tháng 5 năm 2011. Truy cập ngày 29 tháng 11 năm 2007.
- "楢山節考 (Narayama bushiko)" (bằng tiếng Nhật). Japanese Movie Database. Truy cập ngày 29 tháng 11 năm 2007.